# Falun (stad)
Falun is een plaats in de gemeente Falun in het landschap Dalarna in Zweden. De plaats ligt in de provincie Dalarnas län, waar het ook de hoofdstad van is. De plaats heeft 36.447 inwoners (2005) en een oppervlakte van 2640 hectare.
Door de stad stroomt de rivier de Faluån. Ten noordwesten ligt het kleinere meer Varpan en ten zuidoosten het grotere meer Runn.
Falun is bekend vanwege het Mijngebied van de Grote Koperberg, dat op de Werelderfgoedlijst van UNESCO staat. Alhoewel er niet meer in de mijn zelf gewerkt wordt, is Falun nog steeds een belangrijke industriële stad.

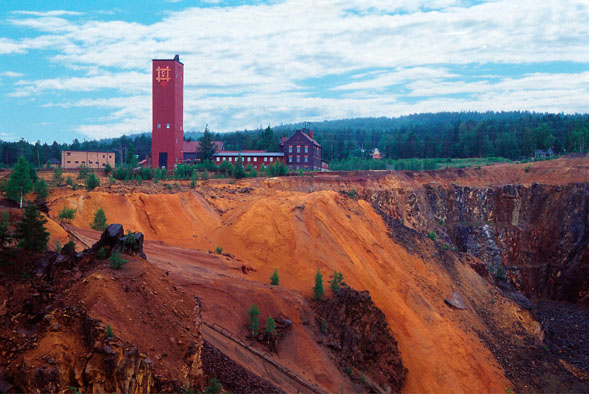
De kopermijn in Falun

De zeer grote koperrijkdom werd reeds vroeg in de geschiedenis gedolven. Dankzij deze hebben de Zweedse koningen in de 17e en 18e eeuw tal van veldtochten kunnen financieren. Vanaf het einde van de 17e eeuw werd de koperdelving steeds minder totdat zij eind 1992 geheel werd stopgezet. De totale hoeveelheid koper die bij elkaar werd gewonnen bedraagt zo'n half miljoen kilo. Door de mijnbouw is er een gangenstelsel ontstaan van wel 80 km lengte.
De houtindustrie is er van lieverlee voor in de plaats gekomen; deze heeft een verdere impuls gekregen doordat Falun aan het spoor werd verbonden.
Verder is Falun bekend vanwege de verfkleur Falurood (het Zweedse rood) en de Falukorv, de in Zweden meest gegeten worst.

## Verkeer en vervoer
Bij de plaats lopen de E16, Riksväg 50, Riksväg 69 en Länsväg 293.
De plaats heeft een station aan de spoorlijnen Gävle - Kil/Frövi en Bergslagernas Järnväg.

## Bekende personen
- Anders Kallur (1952), ijshockeyspeler
- Helena Anliot (1956), tennisster
- Tomas Jonsson (1960), ijshockeyspeler
- Marcus Ljungqvist (1974), wielrenner
- Mattias Ekström (1978), autocoureur
- Joakim Brodén (1980), zanger
- Susanna Kallur (1981), hordeloopster
- Jenny Kallur (1981), hordeloopster
- Emil Lindgren (1985), mountainbiker
- Johan Lindgren (1986), wielrenner
- Oskar Svensson (1995), langlaufer
- Madelen Janogy (1995), voetbalster
- Patrik Carlgren (1996), voetballer